# 郡上八幡博覧館
郡上八幡博覧館（ぐじょうはちまんはくらんかん）は、岐阜県郡上市八幡町殿町50にある博物館。

## 概要
1920年（大正9年）に竣工した洋風近代建築である。
郡上八幡の様々な資料、伝統工芸などを展示紹介する施設である。「博覧館」とは博物館と博覧会を合わせた合成語である。

## 沿革
- 1920年（大正9年） - 郡上郡八幡町（初代）に郡上税務署庁舎として竣工。後年には農政局統計事務所として使用された。
- 1987年（昭和62年）- 八幡町指定文化財に指定される。
- 1991年（平成3年）- 改修を経て郡上八幡博覧館（博物館）が開館[3]。郡上八幡の近代建築再生の第1号とされる。現在の外観はほぼ竣工当時のものである。

## 立地
岐阜県郡上市八幡町殿町の北部に位置し、長良川鉄道越美南線 郡上八幡駅から北東方向に約2キロメートル、郡上八幡城の城下町である南北に細長い殿町にある。

## 展示
館内は「水のコーナー」・「歴史のコーナー」・「わざのコーナー」・「おどりのコーナー」がある。
「歴史のコーナー」
白山信仰、高賀山信仰、郡上八幡城、郡上藩、郡上一揆、凌霜隊の資料が展示されている。
「わざのコーナー」
この地域の伝統工芸である郡上紬、郡上竿、郡上たもの他、スクリーン印刷、食品サンプルの紹介、展示を行っている。
「おどりのコーナー」
郡上踊りに関する資料の展示がある。また、1日数回にわたって郡上踊りの実演が行われる。

## 交通アクセス
鉄道
- 長良川鉄道越美南線 郡上八幡駅から北東に徒歩で約25分。

路線バス
- 岐阜バス：高速八幡線「郡上八幡博覧館前」バス停下車後、徒歩ですぐ。
- まめバス：「博覧館前」バス停下車後、徒歩ですぐ。
- 郡上市自主運行バス相生線・小駄良線、和良・明宝線、郡上八幡白鳥線、および岐阜バス高速白川郷線：「城下町プラザ」バス停下車後、北に徒歩で約5分。